# Чернышёв, Владимир Фёдорович (композитор)
Влади́мир Фёдорович Чернышёв (16 июня 1927, Коктебель — 18 июля 2003, Москва) — советский театральный и кинокомпозитор.

## Биография
Служил во флоте. Дружил с композитором Микаэлом Таривердиевым. Был женат на актрисе Юлиане Бугаевой.
Дебютировал в телепрограмме «Голубой огонёк» 1963 года с музыкой к одноимённой песне, но особую известность получила его музыка для научно-фантастической кинодилогии «Москва — Кассиопея» и «Отроки во Вселенной» 1974 года.
В 1970-е годы была популярна песня «10-й класс» из кинофильма «Переступи порог».

## Творчество
Песни композитора исполняли Лариса Голубкина, Эльмира Уразбаева, Алла Иошпе и Стахан Рахимов, Раиса Неменова, Геннадий Белов и другие.

### Музыка к спектаклям
- Тайна царя Гороха
- Конёк-Горбунок — пьеса-сказка П. П. Ершова в Малом Театре
- Касатка — комедия А. Н. Толстого в Малом Театре

### Музыка к фильмам
- 1963 — Голубой огонёк (ТВ-программа)
- 1966 — Сказки русского леса (музыкальное оформление)
- 1968 — Там за окошком лето (короткометражный фильм)
- 1970 — Переступи порог
- 1970 — Новогоднее происшествие
- 1973 — Гончарный круг
- 1974 — Москва — Кассиопея
- 1974 — Отроки во Вселенной
- 1976 — Ансамбль неудачников (короткометражный фильм)
- 1976 — Обелиск
- 1978 — На горе стоит гора
- 1979 — По следу властелина
- 1981 — Женщина в белом
- 1983 — Комета
- 1985 — Без вины виноватые
- 1985 — Змеелов
- 1988 — Чёрный коридор